# Corporal (liturgia)

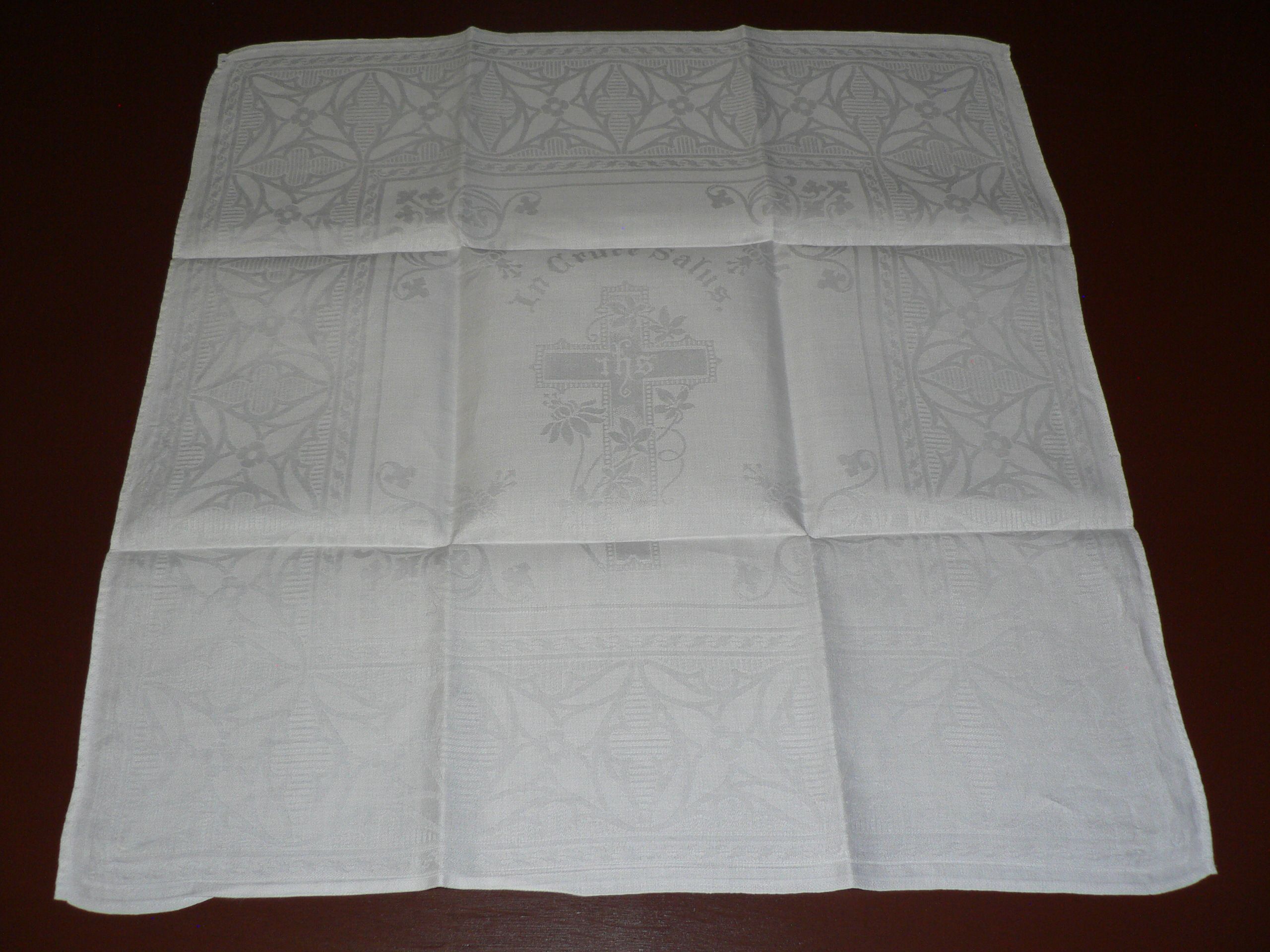
Corporal.

El corporal (del latín: corpus) es un paño o lienzo blanco cuadrado, que se extiende durante la Misa encima del altar para colocar sobre ello el cáliz, el copón y la patena y dejar la oblata en la liturgia tradicional romana.
El corporal se coloca sobre el altar en el momento del ofertorio y tras la Comunión se dobla y retira.
Al lavarlo, el primer enjuague lo hace un clérigo a mano, y esa agua usada se arroja en tierra natural, por si han quedado partículas del Santísimo Sacramento sobre Él.
En el rito romano tradicional, se guardaba y transportaba durante el transcurso de la misa en una bolsa, llamada bolsa de corporales.